# Стеванка Чешљаров
Стеванка Чешљаров (Нови Бечеј, 1944) српска је новинарка и глумица.

## Биографија
Од 1961. године радила је у Народном позоришту у Котору, од 1963. Народног позоришта у Суботици а од 1969. године имала је статус слободног уметника Београда. Од 1971. хонорано ради као најављивачица у телевизији, затим од 1976. као спикер-водитељ, од 1986. као ивзештач репортер, од 1990. као новинарка у редакцији за културу Радио Телевизије Србије.
Остварила је улоге у Позоришту у кући, Љубав на сеоски начин и Једна цура сто невоља.
Била је заштитно лице Београдске хронике, а после одласка у пензију 1999. још десет година је радила позоришне и путописне репортаже за програме РТС-а. За репортажу „Гугу“ 2003. године добила је награду на ТВ фестивалу Интерфер.
Оснивач је Удружења за културу, уметност и међународну сарадњу „Адлигат”.
Њен супруг је био друштвено-политички радник Милан Вукос.